# Vlag van Swalmen

Vlag van de gemeente Swalmen
(1981-2007)

De vlag van Swalmen is op 19 maart 1981 bevestigd als de gemeentelijke vlag van de voormalige gemeente Swalmen in de Nederlandse provincie Limburg. De vlag was al langer als zodanig in gebruik. Sinds 1 januari 2007 is de vlag niet langer als gemeentevlag in gebruik omdat de gemeente Swalmen toen opging in de gemeente Roermond. De vlag kan als volgt worden beschreven:
Twee even hoge banen van groen en rood.
De kleuren zijn ontleend aan het gemeentewapen, dat de kleuren van het familiewapen van Van Broeckhuysen heeft.

## Eerdere vlag

Oude vlag van Swalmen (niet-officieel)

Sierksma beschrijft in 1962 een niet-officiële vlag als volgt: 
Twee evenhoge banen van rood en groen.
De kleuren zijn ontleend aan het gemeentewapen.

## Verwante afbeelding

Wapen van Swalmen

Ambt Montfort 
· Amby 
· Arcen en Velden 
· Baexem 
· Beegden 
· Belfeld 
· Bemelen 
· Berg en Terblijt 
· Bocholtz 
· Born 
· Broekhuizen 
· Cadier en Keer 
· Echt 
· Eijsden 
· Elsloo 
· Eygelshoven 
· Geleen 
· Grathem 
· Grubbenvorst 
· Haelen 
· Heel 
· Heel en Panheel 
· Heer 
· Helden 
· Herten
· Heythuysen 
· Hoensbroek 
· Horn 
· Horst 
· Hulsberg 
· Hunsel 
· Kessel 
· Klimmen 
· Limbricht 
· Linne 
· Maasbracht 
· Maasbree 
· Margraten 
· Meerlo-Wanssum 
· Meijel 
· Melick en Herkenbosch 
· Montfort 
· Munstergeleen 
· Neer 
· Nieuwenhagen 
· Nieuwstadt 
· Nuth 
· Ohé en Laak 
· Onderbanken 
· Ottersum 
· Posterholt 
· Roggel 
· Roggel en Neer 
· Schaesberg 
· Schinnen 
· Sevenum 
· Sint Odiliënberg 
· Sittard 
· Stevensweert 
· Stramproy 
· Susteren 
· Swalmen 
· Tegelen 
· Thorn 
· Ubach over Worms 
· Ulestraten 
· Urmond 
· Valkenburg-Houthem 
· Vlodrop 
· Wessem 
· Wittem